# Cuts from the Crypt

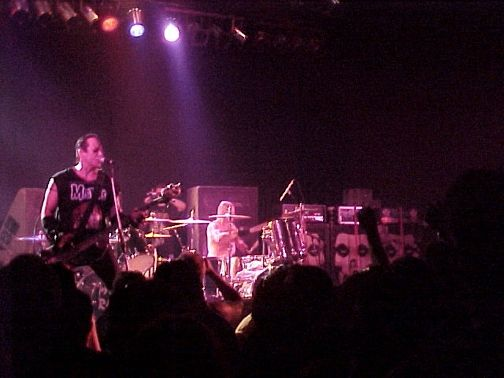
2001 год

Cuts from the Crypt (с англ. — «Вырезы из склепа») — сборник демо-версий, раннее не выпускавшихся песен и кавер-версий хоррор-панк-группы The Misfits «эры Джерри Онли», вышедший в 2001 году. Расширенная версия диска содержит видеоклип на песню «Scream!».
В интервью российской радиостанции Ultra в 2018 году Майкл Грэйвс, отвечая на вопрос о возможном направлении The Misfits для третьего альбома, отметил композиции «Fiend Without a Face» и «No More Moments».

## Список композиций
1. «Dead Kings Rise» (demo version) — 2:55 (Джерри Онли)
2. «Blacklight» (demo version) — 1:29 (Майкл Грэйвз)
3. «The Haunting» (demo version) — 1:35 (Майкл Грэйвз)
4. «The Hunger» (demo version) — 1:41 (Майкл Грэйвз)
5. «Mars Attacks» (demo version) — 2:19 (Джерри Онли)
6. «Dr. Phibes Rises Again» (demo version) — 6:52 (Джерри Онли/Дойл)
7. «I Got a Right» (кавер-версия The Stooges) — 3:00
8. «Monster Mash» — 2:38
9. «I Wanna Be a NY Ranger» — 1:38
10. «Scream» (demo version) — 3:33 (Майкл Грэйвз)
11. «1,000,000 B.C.» — 2:19 (Джерри Онли)
12. «Helena 2» — 3:22 (Майкл Грэйвз)
13. «Devil Doll» — 3:14 (Майкл Грэйвз
14. «Fiend Without a Face» — 3:00 (Майкл Грэйвз)
15. «Bruiser» — 2:27 (Джерри Онли)
16. «No More Moments» — 3:08 (текст — Майкл Грэйвз, музыка — Дон Ориоло Мл. / Дойл)
17. «Rise Above» (live) (кавер-версия Black Flag) — 2:44

## В записи участвовали
- Джерри Онли — бас-гитара, вокал
- Дойл Вольфганг фон Франкенштейн — гитара
- Майкл Грэйвз — вокал
- Dr. Chud — ударные

За исключением треков 9 и 17
- Джон Кафиеро — вокал (трек 9)
- Дез Кадена — гитара, вокал (трек 17)
- ROBO — ударные (трек 17)